# بروس غيليات
بروس غيليات (بالإنجليزية: Bruce Gilliat)‏ (وُلد في 30 مايو 1959) هو مُؤسس مُشارك والرئيس التنفيذي السابق لأليكسا إنترنت.